# La pregunta sin respuesta
La pregunta sin respuesta (inglés: The Unanswered Question) es una de las obras más conocidas del compositor estadounidense Charles Ives.

## Historia
Originalmente era la primera parte de la obra Two Contemplations (‘Dos contemplaciones’) compuesta en 1906, emparejada con otra obra llamada Central Park in the Dark. Como sucede con muchas obras de Ives, permaneció desconocida buen tiempo hasta mucho más tarde, siendo publicada por primera vez en 1940. Hoy las dos obras son comúnmente consideradas como obras distintas e independientes, y pueden ser interpretadas separadamente o en conjunto.
El título completo que Ives dio originalmente a la composición fue A Contemplation of a Serious Matter (Una contemplación de un asunto serio) o The Unanswered Perennial Question (La perenne pregunta sin respuesta).
Ives pulió la partitura en 1908, luego entre 1930 y 1935 trabajó en una versión de ella para orquesta sinfónica. El estreno de esta versión fue el 11 de mayo de 1946, interpretado por una orquesta de cámara estudiantil de la Juilliard School dirigida por Theodore Bloomfield. El mismo concierto presentó los estrenos de Central Park in the Dark y su Cuarteto de cuerdas n.º 2. La versión original de la obra no fue estrenada sino hasta marzo de 1984, por Dennis Russell Davies y la American Composers Orchestra en Nueva York (Mortensen 2005)

## Estilo
Su biógrafo Jan Swafford la considera «una especie de collage en tres niveles distintos, coordinados ásperamente».
Los tres niveles involucran la instrumentación para un cuarteto de cuerdas, un cuarteto de maderas y una trompeta sola. Cada nivel tiene su propio tempo y tonalidad. El mismo Ives describió la obra como un «paisaje cósmico» en el que las cuerdas representan «el silencio de los druidas, que no saben, no ven, ni oyen nada».
La trompeta entonces lanza «la perenne pregunta de la existencia» y los vientos buscan «la respuesta invisible» pero la abandonan frustrados, de modo que al final sólo es contestada por el silencio.

## Puntos de vista sobreLa pregunta sin respuesta
Leonard Bernstein dio la siguiente descripción de la obra:

Ives asigna la «pregunta» a un solo de trompeta que la entona seis veces por separado. Y cada vez que la da, llega una respuesta o una tentativa de respuesta, por parte de un grupo de maderas. La primera respuesta es muy indefinida y lenta; la segunda un poco más rápida, la tercera aún más rápida, y para el momento en que se da la sexta es tan rápida, que parece un salvaje farfullar. Las maderas —que se dice que representan nuestras respuestas humanas— crecen en intensidad, cada vez más impacientes y desesperadas, hasta perder todo su significado. Y durante todo este tiempo, desde el mismo inicio ciertamente, las cuerdas han estado tocando su propia música por separado, infinitamente suave, lenta y sostenida, sin jamás cambiar, sin nunca intensificarse para ser más fuerte o más rápida, sin nunca verse afectada de ningún modo por esa extraña pregunta ni por el diálogo entre la trompeta y las maderas.
Bernstein, 1967

Bernstein también habla de cómo las cuerdas van tocando tríadas tonales opuestas a la frase atonal de la trompeta. Al final, cuando la trompeta pregunta por última vez, las cuerdas «[se] prolongan calladamente en una tríada pura de sol mayor hasta la eternidad» (Bernstein 1976, 269).
Jan Swafford escribió otro punto de vista:
El «paisaje cósmico» de The Unanswered Question, una trompeta que repetidamente realiza la «eterna pregunta de la existencia» contra un constante fondo de las cuerdas, finalmente es respondido por un elocuente silencio. En esta obra de 1906, Ives se adelantó la mitad de un siglo, en la escritura de planos de estilos contrastantes al modo de un collage. En 1951, la Polymusic Chamber Orchestra, dirigida por Will Lorin, grabó por primera vez la obra (Swafford 1998)
Henry y Sidney Cowell dirían:
El Silencio es representado por sonidos concordantes suaves, de lento movimiento y ampliamente espaciados en las cuerdas; se mueven a lo largo de toda la obra con una placidez ininterrumpida. Después de haber avanzado lo suficiente para establecer su modo, los ruidosos instrumentos de viento cortan la textura con una melodía estridente y disonante que termina con la inflexión anterior de la Pregunta (Cowell 1955, 177)
Linda Mack reveló su sentir sobre The Unanswered Question:
Una de las obras más interpretadas de Ives, The Unanswered Question (1908, rev. 1930-1935), es un estudio sobre contrastes. Las cuerdas entonan acordes lentos, diatónicos y triádicos; un solo de trompeta hace la pregunta siete veces; las flautas intentan contestar la pregunta, haciéndose cada vez más y más agitadas y atonales. Fiel al pragmatismo de su época de pianista de orquesta de teatro, el compositor deja una considerable libertad para la orquestación de esta obra. Uno de los grupos es un número sin especificar de cuerdas, otro grupo es un cuarteto de flautas (pero un clarinete y/o un oboe pueden sustituir alguna de las flautas), y la parte de la trompeta la podría hacer también un corno inglés, un oboe, o un clarinete.
En la «Nota a los intérpretes», [Ives] indica que los grupos deben trabajar independientemente.

## Letra
David Jaffe (1996) cree que hay un texto o letra que va con la música:
Según él, el texto de la obra fue ensamblado por el compositor a partir de fragmentos de obras de
Carl Sandburg, Tertuliano,
Leo Tolstoi,
Lenin,
Rudyard Kipling,
Matthew Arnold y Sir Arthur Conan Doyle. Es el siguiente:
Wanting the Impossible
Anhelando lo imposible
Credo quia impossibile.
Creo en lo imposible [en latín].
Pure... sorrow is as impossible as pure... joy.
Puro... el dolor es tan imposible como pura... alegría.
The substitution of the proletarian for the bourgeois state is impossible without a violent revolution.
La sustitución del Estado burgués por el proletario es imposible sin una revolución violenta.
I am the Prophet of the Utterly Absurd,
Yo soy el Profeta de lo Completamente Absurdo,
Of the Patently Impossible and Vain.
De lo Patentemente Imposible y Vano.
Still bent to make some port he knows not where,
Todavía agachado para construir un puerto sin saber dónde,
Still standing for some false impossible shore.
Todavía erguido hacia una falsa imposible orilla.
How often have I said to you
¿Cuántas veces te he dicho
that when you have eliminated the impossible,
que cuando hayas eliminado lo imposible,
whatever remains, however improbable,
lo que sea que quede, por más improbable que parezca,
must be the truth?
será la verdad?

## Usos en la cultura popular
- En 1973, Leonard Bernstein dio seis conferencias en la Universidad de Harvard sobre la música clásica europea. Dichas conferencias, tituladas The Unanswered Question: Six Talks at Harvard, fueron filmadas, se transmitieron recién en 1976, y han sido editadas posteriormente. En ellas habló sobre La pregunta sin respuesta.

- La música de esta obra se ha empleado en algunas películas:
  - Der Rosenkönig (1986) de Werner Schroeter con Magdalena Montezuma.
  - La delgada línea roja (1998) de Terrence Malick.
  - Wit (2001), serie de televisión de Mike Nichols con Emma Thompson.
  - Valley of Love (2015) de Guillaume Nicloux.